# 喻均
喻均（1539年—1605年），字邦相，号枫谷，江西南昌府新建縣新塘喻村（今江西新建石岗镇久驻村）人，明朝政治人物。

## 生平
喻均生于嘉靖十八年（1539），嘉靖四十三年（1564年）甲子江西乡试第七十七名举人，隆庆二年（1568）登戊辰科會試第二百六十一名，三甲三百二十三名进士。
喻均初任工部主事，但因朝廷政争牵连，险被下狱。
明万历七年（1579），喻均任浙江兰溪知县。喻均在兰溪任职期间，“与邑人胡应麟最契，相缔为文字交”，“独善先生，游览唱和亡虚日”，两人几乎形影不离，游览兰溪山山水水，为“诗酒之交”。
万历十一年（1583），喻均升任浙江杭州府同知。万历十三年（1585），升任处州府知府。万历十五年(1587)，调松江知府。
万历十七年（1589），喻均升山东按察副使，转天津兵备副使，遭朝中讥议弹射。遂决计辞官，归乡隐居。

## 事迹
俞均在处州任职三年，但其治州宦绩无传。《处州府志》有关喻均的记载，雪泥鸿爪。喻均之所以雁过留声让处州后人记住名字，是他首倡建造至今沧桑屹立在丽水城东佛头岩的厦河塔。佛头岩是处州城的“水口”，处州九县的龙泉溪、松阴溪、宣平溪、好溪水流在此汇聚。登上佛头岩，远可眺望处州城万家炊烟，近可欣赏大溪奔腾东去的壮观场景。 任职期间著有《括苍云间集》。政务闲暇，喻均与处州附庸风雅的绅人和青灯黄卷的士子打成了一片。绅人们大都是致仕归里的乡贤或隐而不仕的俊彦，他们大都是在街坊阖闾中享有威望的知识分子。士子们则是在府、县学里之乎者也的读书人，他们承载了家族乃至府、邑的未来期望。
诗人喻均深入坊间，这才知晓，不管是功成名就的绅人，还是筚路蓝缕的士子，他们心中的烦恼和郁闷竟然出奇的一致，那就是“栝人文未畅”。
绅人和士子呼吁知府喻均在水口佛头岩建塔，理由是水口关乎郡邑地气文脉，水口敞，则气泄，文脉低迷。水口遮挡闭翳，则气蕴，文脉振奋。“丽、云、龙、缙、遂诸邑之水，皆出其下，而以一山当之，真萃秀之区也”；“而塔其颠，真足发山川之奇哉，第山川以发胸中之奇耳。仰观俯睇，令人若有干宵映斗之文而出，有壁立千仞之节所称。栝苍先达之风，将复出并兴”。
喻均“从郡大夫士之欲作塔，以发山川之奇”。可惜的是，塔造了一半，“既以迁擢未竟”，一纸调令，喻均匆匆收拾行囊赴任松江知府。

## 著作
喻均是明文学复古运动四十子之一，与明代文坛盟主、史学巨匠王世贞（1526-1590），戏曲家、文学家屠隆（1541-1605）和著名学者、诗人、文艺批评家胡应麟（1551-1602）为知交。
著有《前后出居集》、《括苍云间集》、《春暮宿大观楼》。

## 家族
曾祖父喻瀚；祖父喻栗；父喻爕，母夏氏。具庆下。